# Robin Nilsberth

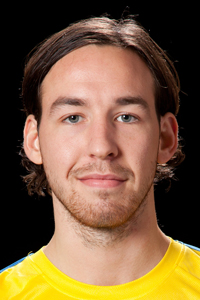
Robin Nilsberth

Robin Nilsberth, född 4 april 1989, är en svensk innebandyspelare. 
Han spelar för närvarande i Zug United, Schweiz. Han har tidigare spelat för Granlo BK (moderklubb), IBK Dalen och Storvreta IBK. Har även gjort över 100 landskamper för Sveriges herrlandslag i innebandy. 
Robin Nilsberth utsågs 2015 till årets spelare, och vann VM-guld med Svenska landslaget i innebandy år 2014. 